# Haplochromis sp. 'backflash cryptodon'
Haplochromis sp. nov. 'backflash cryptodon' là một loài cá thuộc họ Cichlidae. Nó là loài đặc hữu của Uganda.